# Miss Supranational 2017
O Miss Supranacional 2017 foi a 9ª edição do concurso de beleza feminino Miss Supranacional. Candidata de 66 países concorreram ao título. A final foi realizada em 1º de dezembro no Centro Municipal de Recreação de Krynica-Zdrój, na Polônia, e televisionada pela Polsat. A vencedora foi  Jenny Kim, candidata da Coreia do Sul.

## Resultados

### Colocações
| Posição                 | País & Candidata |

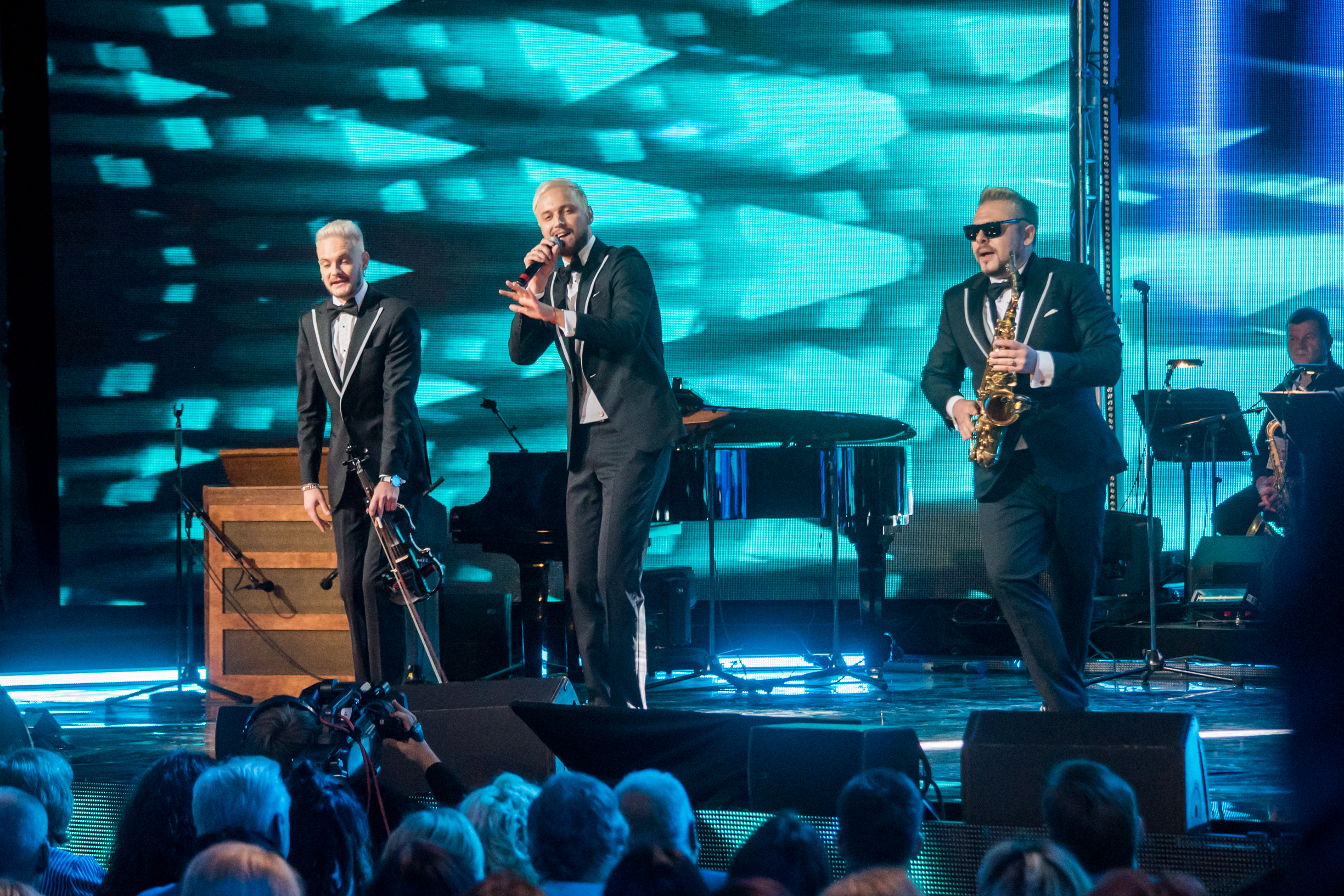
A banda moldava SunStroke Projectque representou o país no Festival Eurovisão da Canção duas vezes se apresentou durante o concurso

| Vencedora               | - Coreia do Sul - Jenny Kim |
| 2º. Lugar               | - Colômbia - Tica Martínez |
| 3º. Lugar               | - Romênia - Bianca Tirsin |
| 4º. Lugar               | - Etiópia - Bitaniya Josef |
| 5º. Lugar               | - Porto Rico - Larissa Santiago |
| (TOP 10) Semifinalistas | - Costa Rica - Nicole Menayo - Filipinas - Chanel Olive - Polônia - Paulina Maziarz - Portugal - Priscila Alves - Tailândia - Jiraprapa Boonnuang |
| (TOP 25) Semifinalistas | - Albânia - Alessia Çoku - Austrália - Alecia McCallum - Bolívia - Romina Rocamonje - Brasil - Thayná Lima - Índia - Peden Ongmu - Indonésia - Karina Nadila - Itália - Barbara Storoni - Jamaica - Nicole Stoddart - Japão - Yuki Koshikawa - México - Samantha Leyva - País de Gales - Rachael Tate - Peru - Lesly Reyna - Sérvia - Bojana Bojanić - Sudão do Sul - Anyier Youl - Vietnã - Nguyễn Phương |

### Prêmios Especiais
O concurso distribuiu os seguintes prêmios este ano:
| Prêmio              | País & Candidata              |
| Miss Simpatia       | - Filipinas - Chanel Olive    |
| Miss Fotogenia      | - Equador - Katty López       |
| Miss Elegância      | - Espanha - Beatriz Balseiro  |
| Miss VODI 1         | - Indonésia - Karina Nadila   |
| Miss Facebook 1     | - Vietnã - Nguyễn Phương      |
| Melhor Vestido      | - Venezuela - Geraldine Duque |
| Melhor Corpo        | - Namíbia - Meriam Kaxuxwena  |
| Miss Talento        | - Portugal - Priscila Alves   |
| Miss Top Model      | - Albânia - Alessia Çoku      |
| Miss Personalidade  | - Jamaica - Nicole Stoddart   |
| Melhor Traje Típico | - Panamá - Karol Batista      |

1. Etapas que garantiram colocação no Top 25 do concurso.

### Ordem dos Anúncios
| 1. Indonésia 2. Vietnã 3. Albânia 4. Etiópia 5. Brasil 6. Coreia do Sul 7. Polônia 8. Tailândia 9. Portugal 10. Sudão do Sul 11. Índia 12. Sérvia 13. México 14. Colômbia 15. Costa Rica 16. Austrália 17. Itália 18. Filipinas 19. Romênia 20. País de Gales 21. Peru 22. Japão 23. Jamaica 24. Bolívia 25. Porto Rico | 1. Colômbia 2. Etiópia 3. Coreia do Sul 4. Polônia 5. Romênia 6. Filipinas 7. Porto Rico 8. Tailândia 9. Portugal 10. Costa Rica | 1. Colômbia 2. Coreia do Sul 3. Porto Rico 4. Romênia 5. Etiópia |  |

## Resposta Final
Questionada pela pergunta do Mister Holanda Supranational sobre o que ela faria com um milhão de dólares, a vencedora respondeu:
| “ | Obrigada pela sua pergunta! Bem, se eu tivesse um milhão de dólares eu gostaria de construir uma escola porque é uma das minhas causas, ajudar crianças a ter uma educação básica. Então, se eu tivesse um milhão de dólares, eu construiria uma escola para as crianças ajudarem e criarem um futuro em um lugar melhor. | ” |

## Rainhas Continentais
As mais bem posicionadas por continente, não presentes no Top 5:
| Posição        | País e Candidata                  |
| África         | - Sudão do Sul - Anyier Youl      |
| Américas       | - Costa Rica - Nicole Menayo      |
| Ásia & Oceania | - Tailândia - Jiraprapa Boonnuang |
| Europa         | - Polônia - Paulina Maziarz       |

## Candidatas
Disputaram o título este ano:
| País                 | Candidata            | I  | A    | Origem           | R      |
| África do Sul        | Bianca Olivier       | 25 | 1.72 | Pretória         | [ 3 ]  |
| Albânia              | Alessia Çoku         | 18 | 1.82 | Tirana           | [ 4 ]  |
| Alemanha             | Mona Schafnitzl      | 22 | 1.70 | Auckland         | [ 5 ]  |
| Angola               | Janice Quessongo     | 27 | 1.72 | Luanda           | [ 6 ]  |
| Austrália            | Alecia McCallum      | 21 | 1.74 | Cessnock         | [ 7 ]  |
| Bélgica              | Kim Detollenaere     | 22 | 1.70 | Louvain-la-Neuve | [ 3 ]  |
| Bielorrússia         | Olga Gribovskaya     | 23 | 1.75 | Minsk            | [ 3 ]  |
| Bolívia              | Romina Rocamonje     | 25 | 1.72 | Guayaramerín     | [ 8 ]  |
| Brasil               | Thayná Lima          | 21 | 1.76 | Brasília         | [ 9 ]  |
| Canadá               | Karema Batotele      | 21 | 1.73 | Brazavile        | [ 10 ] |
| Cabo Verde           | Prissy Gomes         | 24 | 1.76 | Praia            | [ 3 ]  |
| Cazaquistão          | Bota Kamza           | 28 | 1.70 | Dubai            | [ 3 ]  |
| Chile                | Constanza Schmith    | 20 | 1.73 | Quillota         | [ 11 ] |
| China                | Danna Liao           | 19 | 1.76 | Pequim           | [ 3 ]  |
| Colômbia             | Tica Martínez        | 20 | 1.74 | Sabanalarga      | [ 12 ] |
| Coreia do Sul        | Jenny Kim            | 24 | 1.73 | Seul             | [ 3 ]  |
| Costa Rica           | Nicole Menayo        | 23 | 1.75 | Heredia          | [ 13 ] |
| Croácia              | Eni Šukunda          | 27 | 1.70 | Zagreb           | [ 14 ] |
| El Salvador          | Pia Trigueros        | 24 | 1.70 | San Salvador     | [ 3 ]  |
| Equador              | Katty López          | 22 | 1.72 | Pedernales       | [ 15 ] |
| Escócia              | Chloe Kempson        | 25 | 1.72 | Edimburgo        | [ 3 ]  |
| Eslováquia           | Michaela Cmarková    | 22 | 1.81 | Kanianka         | [ 16 ] |
| Espanha              | Beatriz Balseiro     | 20 | 1.77 | Vilalba          | [ 17 ] |
| Estados Unidos       | Lenny Mendoza        | 27 | 1.65 | Nova Jérsei      | [ 18 ] |
| Etiópia              | Bitaniya Josef       | 24 | 1.72 | Adis Abeba       | [ 3 ]  |
| Filipinas            | Chanel Olive         | 27 | 1.73 | Cairns           | [ 19 ] |
| Finlândia            | Erika Helin          | 23 | 1.77 | Helsínquia       | [ 20 ] |
| França               | Deborah Jacquin      | 25 | 1.74 | Wittelsheim      | [ 21 ] |
| Gibraltar            | Sian Dean            | 20 | 1.65 | Gibraltar        | [ 22 ] |
| Guadalupe            | Lorina Moderne       | 22 | 1.80 | Basse-Terre      | [ 3 ]  |
| Índia                | Peden Ongmu          | 22 | 1.70 | Siquim           | [ 23 ] |
| Indonésia            | Karina Nadila        | 24 | 1.70 | Padang           | [ 24 ] |
| Inglaterra           | Katherine Blake      | 24 | 1.75 | Londres          | [ 25 ] |
| Itália               | Barbara Storoni      | 26 | 1.80 | Conegliano       | [ 3 ]  |
| Jamaica              | Nicole Stoddart      | 28 | 1.70 | Montego Bay      | [ 26 ] |
| Japão                | Yuki Koshikawa       | 24 | 1.72 | Chiba            | [ 27 ] |
| Malta                | Anthea Zammit        | 23 | 1.70 | Ħaz-Zebbug       | [ 28 ] |
| México               | Samantha Leyva       | 24 | 1.83 | Guerrero         | [ 29 ] |
| Mianmar              | Shwee Hmuu Han       | 19 | 1.70 | Nepiedó          | [ 30 ] |
| Namíbia              | Meriam Kaxuxwena     | 25 | 1.74 | Engela           | [ 31 ] |
| Noruega              | Yasmin Osee Aakre    | 28 | 1.73 | Oslo             | [ 32 ] |
| País de Gales        | Rachel Tate          | 28 | 1.70 | St. Asaph        | [ 33 ] |
| Países Baixos        | Shanna Boeff         | 19 | 1.75 | Leiderdorp       | [ 34 ] |
| Panamá               | Karol Batista        | 25 | 1.76 | Los Santos       | [ 35 ] |
| Paraguai             | Azul Santacruz       | 18 | 1.78 | Barrero Grande   | [ 36 ] |
| Peru                 | Lesly Reyna          | 23 | 1.76 | Lima             | [ 37 ] |
| Polônia              | Paulina Maziarz      | 21 | 1.76 | Mostek           | [ 38 ] |
| Porto Rico           | Larissa Santiago     | 26 | 1.76 | San Juan         | [ 39 ] |
| Portugal             | Priscila Alves       | 23 | 1.75 | Setúbal          | [ 40 ] |
| Quênia               | Ivy Mido             | 21 | 1.70 | Nairóbi          | [ 3 ]  |
| República Checa      | Tereza Vlčková       | 24 | 1.79 | Gottwaldov       | [ 3 ]  |
| República Dominicana | Lia Rossis           | 19 | 1.70 | Peravia          | [ 41 ] |
| Romênia              | Bianca Tirsin        | 19 | 1.80 | Arad             | [ 42 ] |
| Ruanda               | Habiba Ingabire      | 20 | 1.74 | Kigali           | [ 43 ] |
| Rússia               | Anastasia Shcheglova | 21 | 1.77 | Moscou           | [ 3 ]  |
| São Tomé e Príncipe  | Tatiana Delgado      | 22 | 1.72 | São Tomé         | [ 3 ]  |
| Sérvia               | Bojana Bojanić       | 23 | 1.83 | Esmirna          | [ 44 ] |
| Singapura            | Lynn Teo             | 25 | 1.68 | Singapura        | [ 3 ]  |
| Sudão do Sul         | Anyier Youl          | 23 | 1.74 | Juba             | [ 3 ]  |
| Suíça                | Mariela Nova         | 22 | 1.71 | Vevey            | [ 45 ] |
| Suriname             | Farahnaaz Margaret   | 19 | 1.70 | Paramaribo       | [ 46 ] |
| Tailândia            | Jiraprapa Boonnuang  | 22 | 1.76 | Bancoque         | [ 47 ] |
| Turquia              | Yasemin Çoklar       | 19 | 1.78 | Istambul         | [ 48 ] |
| Venezuela            | Geraldine Duque      | 18 | 1.72 | Lobatera         | [ 49 ] |
| Vietnã               | Nguyễn Phương        | 22 | 1.72 | Hanói            | [ 50 ] |
| Zimbabue             | Letwin Tiwaringe     | 25 | 1.84 | Harare           | [ 3 ]  |

## Histórico

### Desistências
- Argentina - Camila Macías [51]
- Guatemala - Nataly Franzua
- Guiné Equatorial - Lucrecia Maleva
- Honduras - Cecilia Rossell [52]
- Laos - Vongsaisawad Kitsada [53]
- Maurício - Aylasha Ramrachia [54]
- Moldávia - Alvina Josan
- Nigéria - Rita Oguebie [55]
- Serra Leoa - Jennifer Mustapha

### Substituição
- Inglaterra - Kenzie James ► Katherine Blake

### Estatísticas
Candidatas por continente:
- Europa: 24. (Cerca de 36% do total de candidatas)
- Américas: 19. (Cerca de 29% do total de candidatas)
- Ásia: 12. (Cerca de 18% do total de candidatas)
- África: 10. (Cerca de 15% do total de candidatas)
- Oceania: 1. (Cerca de 2% do total de candidatas)